# Pallavolo Atripalda 2011-2012
Questa voce raccoglie le informazioni riguardanti la Pallavolo Atripalda nelle competizioni ufficiali della stagione 2011-2012.

## Stagione
La stagione 2011-12 è per la Pallavolo Atripalda, sponsorizzata dalla Sidigas, la prima in Serie A2, dopo aver conquistato la promozione vincendo il campionato di Serie B1: nella fase di mercato vengono confermati diversi elementi autori della promozione, come Marcello Bruno, Ivan Cuomo ed Andrea D'Avanzo, mentre sul fronte degli acquisti vengono ingaggiati gli ungheresi Szabolcs Németh e Zoltán David, quest'ultimo arrivato a campionato in corso, il brasiliano Ricardo De Paula e l'esperto schiacciatore Cosimo Gallotta.
Dopo la prima vittoria, nella prima giornata di campionato, contro La Fenice Volley Isernia, segue una lunga striscia di sconfitte consecutive, ben quattordici, che portano la squadra a terminare il girone d'andata all'ultimo posto in classifica, non raggiungendo neanche la qualificazione alla Coppa Italia di categoria; il girone di ritorno invece si apre con quattro vittorie consecutive e, anche se il corso del campionato sarà caratterizzato da sconfitte, alcune porteranno a punti, in quanto finite al tie-break: la regular season si conclude per la squadra campana al penultimo posto in classifica generale, retrocedendo quindi in Serie B1.

## Organigramma societario
Area direttiva
- Presidente: Antonio Guerrera
- Vicepresidente: Antonio Rapolla
- Segreteria generale: Angelo Spica
- Direttore generale: Paolo Foti

Area organizzativa
- Direttore sportivo: Clemente Pesa
- Dirigente: Massimo Della Sala, Lello Labate
- Responsabile area organizzativa: Mario Cetro, Rino Mazza
- Consulente fiscale: Vito Cioppa, Antonio Cucciniello

Area tecnica
- Allenatore: Giancarlo Imbimbo (fino al 2 novembre 2011), Pompilio Modica (dal 3 novembre 2011 al 24 novembre 2011), Alessandro Lorenzoni (dal 25 novembre 2011)
- Allenatore in seconda: Giancarlo Imbimbo (fino al 3 novembre 2011 all'11 gennaio 2012)
- Scout man: Raffaele Schiavo
- Responsabile settore giovanile: Nicola Lombardi, Goffredo Solimeno

Area comunicazione
- Ufficio stampa: Mario D'Argenio, Enzo Di Micco
- Webmaster: Rino Florio
- Responsabile palasport: Stefano Aquino, Antonio Albanese
- Responsabile progetto scuola: Serena Ricciarelli

Area marketing
- Ufficio marketing: Elena Pacilio
- Logistica: Massimo Della Sala
- Biglietteria: Sabino Nazzaro

Area sanitaria
- Medico: Luciano Marino
- Preparatore atletico: Enzo D'Argenio
- Fisioterapista: Gabriele D'Ambrosio
- Osteopata: Francesco Tulino

## Rosa
| N° | Nome              | Ruolo | Data di nascita   | Nazionalità sportiva |
| -- | ----------------- | ----- | ----------------- | -------------------- |
| 1  | Marcello Bruno    | S     | 24 luglio 1972    | Italia               |
| 2  | Jerónimo Bidegain | S     | 16 gennaio 1977   | Argentina            |
| 3  | Jonathan Zaccaria | S     | 9 dicembre 1988   | Italia               |
| 4  | Zoltán David      | S     | 28 marzo 1981     | Ungheria             |
| 5  | Alessio Coppola   | L     | 19 settembre 1983 | Italia               |
| 7  | Ricardo De Paula  | S     | 19 maggio 1979    | Brasile              |
| 8  | Ivan Cuomo        | C     | 23 maggio 1983    | Italia               |
| 9  | Mario Marolda     | S     | 5 dicembre 1976   | Italia               |
| 10 | Antonio Libraro   | P     | 18 gennaio 1981   | Italia               |
| 11 | Szabolcs Németh   | S     | 14 febbraio 1986  | Ungheria             |
| 12 | Andrea D'Avanzo   | C     | 25 febbraio 1982  | Italia               |
| 13 | Matteo Paris      | P     | 13 settembre 1983 | Italia               |
| 14 | Marco Loglisci    | C     | 5 dicembre 1975   | Italia               |
| 15 | Cosimo Gallotta   | S     | 25 maggio 1977    | Italia               |
| 17 | Giuseppe Scialò   | S/O   | 17 settembre 1983 | Italia               |
| 18 | Carlo Mor         | C     | 11 giugno 1989    | Italia               |

## Mercato
| Acquisti | Acquisti          | Acquisti               | Acquisti   |
| R.       | Nome              | da                     | Modalità   |
| -------- | ----------------- | ---------------------- | ---------- |
| S        | Jeronimo Bidegain | Instituto Pellegrini   | definitivo |
| S        | Zoltán David      | Kaposvár               | definitivo |
| S        | Ricardo De Paula  | Londrina               | definitivo |
| S        | Cosimo Gallotta   | Cavriago               | definitivo |
| C        | Marco Loglisci    | Pineto                 | definitivo |
| C        | Carlo Mor         | Gabeca                 | definitivo |
| S        | Szabolcs Németh   | Remat Zalău            | definitivo |
| P        | Matteo Paris      | Mymamy Reggio Calabria | definitivo |
| S/O      | Giuseppe Scialò   | Sorrento               | definitivo |

| Cessioni | Cessioni          | Cessioni | Cessioni   |
| R.       | Nome              | a        | Modalità   |
| -------- | ----------------- | -------- | ---------- |
| S        | Jerónimo Bidegain | ?        | definitivo |
| C        | Marco Loglisci    | ?        | definitivo |
| S        | Mario Marolda     | ?        | definitivo |
| S        | Jonathan Zaccaria | ?        | definitivo |

## Risultati

### Serie A2

#### Girone di andata
| 1ª giornata - 25 settembre 2011 PalaDelMauro, Avellino             | Atripalda        | 3 - 2 | La Fenice Isernia  | 20-25, 25-21, 25-23, 24-26, 15-9 |
| 2ª giornata - 2 ottobre 2011 Palazzetto dello Sport, Segrate       | Segrate          | 3 - 0 | Atripalda          | 25-20, 25-16, 25-13              |
| 3ª giornata - 9 ottobre 2011 PalaDelMauro, Avellino                | Atripalda        | 1 - 3 | Loreto             | 12-25, 25-16, 19-25, 23-25       |
| 4ª giornata - 15 ottobre 2011 PalaDelMauro, Avellino               | Atripalda        | 1 - 3 | Molfetta           | 20-25, 17-25, 25-19, 25-27       |
| 5ª giornata - 23 ottobre 2011 PalaBigi, Reggio Emilia              | Cavriago         | 3 - 1 | Atripalda          | 25-22, 21-25, 25-19, 26-24       |
| 6ª giornata - 30 ottobre 2011 PalaDelMauro, Avellino               | Atripalda        | 0 - 3 | Città di Castello  | 11-25, 23-25, 19-25              |
| 7ª giornata - 1º novembre 2011 Palazzetto dello Sport, Roma        | Club Italia      | 3 - 1 | Atripalda          | 25-15, 24-26, 25-14, 25-20       |
| 8ª giornata - 5 novembre 2011 PalaDelMauro, Avellino               | Atripalda        | 1 - 3 | Genova             | 25-21, 22-25, 19-25, 21-25       |
| 9ª giornata - 13 novembre 2011 PalaParini, Cantù                   | Libertas Brianza | 3 - 1 | Atripalda          | 23-25, 25-21, 25-21, 25-14       |
| 10ª giornata - 20 novembre 2011 PalaParenti, Santa Croce sull'Arno | Lupi Santa Croce | 3 - 1 | Atripalda          | 26-24, 16-25, 25-15, 28-26       |
| 11ª giornata - 27 novembre 2011 PalaDelMauro, Avellino             | Atripalda        | 1 - 3 | Corigliano Volley  | 22-25, 20-25, 25-21, 29-31       |
| 12ª giornata - 4 dicembre 2011 Centro Pavesi, Milano               | Milano           | 3 - 0 | Atripalda          | 25-17, 28-26, 25-23              |
| 13ª giornata - 8 dicembre 2011 PalaDelMauro, Avellino              | Atripalda        | 0 - 3 | Sir Safety Perugia | 22-25, 20-25, 19-25              |
| 14ª giornata - 11 dicembre 2011 PalaGrotte, Castellana Grotte      | New Mater        | 3 - 1 | Atripalda          | 25-15, 25-27, 25-12, 25-23       |
| 15ª giornata - 18 dicembre 2011 PalaDelMauro, Avellino             | Atripalda        | 0 - 3 | Argos              | 18-25, 24-26, 20-25              |

#### Girone di ritorno
| 16ª giornata - 26 dicembre 2011 PalaFraraccio, Isernia           | La Fenice Isernia  | 2 - 3 | Atripalda        | 25-23, 17-25, 22-25, 25-19, 14-16 |
| 17ª giornata - 2 gennaio 2012 PalaDelMauro, Avellino             | Atripalda          | 3 - 2 | Segrate          | 25-20, 25-23, 18-25, 21-25, 17-15 |
| 18ª giornata - 8 gennaio 2012 PalaSerenelli, Loreto              | Loreto             | 1 - 3 | Atripalda        | 19-25, 23-25, 29-27, 23-25        |
| 19ª giornata - 15 gennaio 2012 PalaPoli, Molfetta                | Atripalda          | 3 - 1 | Molfetta         | 25-21, 19-25, 25-17, 25-18        |
| 20ª giornata - 21 gennaio 2012 PalaDelMauro, Avellino            | Cavriago           | 3 - 1 | Atripalda        | 25-22,7 25-20, 21-25, 25-21       |
| 21ª giornata - 29 gennaio 2012 PalaAndreaIoan, Città di Castello | Città di Castello  | 1 - 3 | Atripalda        | 25-27, 25-20, 18-25, 23-25        |
| 22ª giornata - 5 febbraio 2012 PalaDelMauro, Avellino            | Atripalda          | 2 - 3 | Club Italia      | 23-25, 22-25, 30-28, 25-21, 16-18 |
| 23ª giornata - 12 febbraio 2012 PalaFigoi, Genova                | Genova             | 3 - 0 | Atripalda        | 25-21, 25-20, 26-24               |
| 24ª giornata - 19 febbraio 2012 PalaDelMauro, Avellino           | Atripalda          | 1 - 3 | Libertas Brianza | 20-25, 25-22, 19-25, 15-25        |
| 25ª giornata - 26 febbraio 2012 PalaDelMauro, Avellino           | Atripalda          | 2 - 3 | Lupi Santa Croce | 22-25, 25-23, 17-25, 25-19, 11-15 |
| 26ª giornata - 11 marzo 2012 PalaCorigliano, Corigliano Calabro  | Corigliano Volley  | 3 - 1 | Atripalda        | 25-20, 25-17, 14-25, 25-19        |
| 27ª giornata - 18 marzo 2012 PalaDelMauro, Avellino              | Atripalda          | 0 - 3 | Milano           | 22-25, 25-27, 23-25               |
| 28ª giornata - 24 marzo 2012 PalaEvangelisti, Perugia            | Sir Safety Perugia | 3 - 0 | Atripalda        | 25-18, 25-23, 25-20               |
| 29ª giornata - 1º aprile 2012 PalaDelMauro, Avellino             | Atripalda          | 0 - 3 | New Mater        | 17-25, 16-25, 18-25               |
| 30ª giornata - 18 aprile 2012 PalaPolsinelli, Sora               | Argos              | 3 - 1 | Atripalda        | 25-17, 18-25, 25-19, 25-20        |

## Statistiche

### Statistiche di squadra
| Competizione | Punti | In casa | In casa | In casa | In trasferta | In trasferta | In trasferta | Totale | Totale | Totale |
| Competizione | Punti | G       | V       | P       | G            | V            | P            | G      | V      | P      |
| ------------ | ----- | ------- | ------- | ------- | ------------ | ------------ | ------------ | ------ | ------ | ------ |
| Serie A2     | 17    | 15      | 3       | 12      | 15           | 3            | 12           | 30     | 6      | 24     |
| Totale       | -     | 15      | 3       | 12      | 15           | 3            | 12           | 30     | 6      | 24     |

G = partite giocate; V = partite vinte; P = partite perse

### Statistiche dei giocatori
| Giocatore   | Serie A2 | Serie A2 | Serie A2 | Serie A2 | Serie A2 | Totale | Totale | Totale | Totale | Totale |
| Giocatore   | P        | PT       | AV       | MV       | BV       | P      | PT     | AV     | MV     | BV     |
| ----------- | -------- | -------- | -------- | -------- | -------- | ------ | ------ | ------ | ------ | ------ |
| J. Bidegain | 1        | 0        | 0        | 0        | 0        | 1      | 0      | 0      | 0      | 0      |
| M. Bruno    | 23       | 30       | 26       | 3        | 1        | 23     | 30     | 26     | 3      | 1      |
| A. Coppola  | 30       | -        | -        | -        | -        | 30     | -      | -      | -      | -      |
| I. Cuomo    | 23       | 139      | 99       | 37       | 3        | 23     | 139    | 99     | 37     | 3      |
| A. D'Avanzo | 30       | 232      | 175      | 54       | 3        | 30     | 232    | 175    | 54     | 3      |
| Z. David    | 15       | 101      | 88       | 9        | 4        | 15     | 101    | 88     | 9      | 4      |
| R. De Paula | 18       | 378      | 327      | 19       | 32       | 18     | 378    | 327    | 19     | 32     |
| C. Gallotta | 22       | 181      | 160      | 16       | 5        | 22     | 181    | 160    | 16     | 5      |
| A. Libraro  | 25       | 21       | 9        | 11       | 1        | 25     | 21     | 9      | 11     | 1      |
| M. Loglisci | 10       | 54       | 35       | 17       | 2        | 10     | 54     | 35     | 17     | 2      |
| M. Marolda  | 7        | 45       | 40       | 0        | 5        | 7      | 45     | 40     | 0      | 5      |
| C. Mor      | 7        | 9        | 7        | 2        | 0        | 7      | 9      | 7      | 2      | 0      |
| S. Németh   | 23       | 315      | 281      | 19       | 15       | 23     | 315    | 281    | 19     | 15     |
| M. Paris    | 28       | 64       | 36       | 19       | 9        | 28     | 64     | 36     | 19     | 9      |
| G. Scialò   | 28       | 194      | 181      | 8        | 5        | 28     | 194    | 181    | 8      | 5      |
| J. Zaccaria | -        | -        | -        | -        | -        | -      | -      | -      | -      | -      |

P = presenze; PT = punti totali; AV = attacchi vincenti; MV = muri vincenti; BV = battute vincenti